# BSAT-1b廣播衛星
BSAT-1b，為日本一枚已退役的广播卫星，由該國各公、私營電視台合營的「廣播衛星系統公司」持有，早期曾定為該公司BSAT-1a廣播衛星的備份衛星，於1998年發射升空。於服役期間，此衛星定位於東經109.9°E，並主要負責透過Ku波段，與BSAT-1a一同轉播日本放送協會及WOWOW的衛星電視頻道，並於2000年尾開始轉播數碼衛星電視訊號。
由於同一公司的BSAT-3a於2007年發射升空，並接替BSAT-1a及此衛星的工作，加上其壽命屆滿，BSAT-1b已於2011年退役。

## 概況
BSAT-1b由美國休斯太空與通訊公司製造，並採用該公司研製的HS-376型衛星平台，與BSAT-1a的外觀及配備基本上一致。其外形呈圓筒形，直徑為2.17米。在轉播設備方面，此衛星設有8個Ku波段轉播器（其中4個常用，另有4個備用），其行波管發射功率為106W，訊號主要覆蓋日本本土及離島。
除轉播設備外，此衛星尚包括一組姿態控制系統（包括一套Star-30BP型變軌用火箭引擎）、其他電子器材，以及包圍整枚衛星、長7.97米的太陽能板（分為兩截）。
在供電方面，BSAT-1b外圍的太陽能板最高可輸出1,200W的電力；此外，此衛星亦備有一枚鎳氫電池，以便在日蝕期間維持衛星的供電。

## 历史
1994年6月，廣播衛星系統公司正式下訂兩枚採用HS-376平台的廣播衛星，當中包括BSAT-1a及此衛星。
繼該公司的首枚衛星-BSAT-1a於1997年4月升空後，BSAT-1b亦於1998年4月28日連同尼羅河衛星101號，由亞利安44P V-108運載火箭搭載升空。同年8月1日，此衛星亦正式投入運作。
適逢日本於2000年12月開展數碼衛星廣播，但相應的BSAT-2a需要延遲至2001年3月才發射，此衛星因而得以協助轉播數碼電視訊號。
由於此衛星及BSAT-1a的預期運作壽命屆滿，廣播衛星系統公司於2005年下訂BSAT-3a廣播衛星作取代，並於2007年成功發射，同年11月逐步接替此衛星及BSAT-1a的工作。隨後，此等衛星轉入後備狀態。
繼BSAT-1a於2010年退役後，此衛星亦在2011年8月內退役，並被調至墓地轨道。